# انتخابات مجلس النواب الأمريكي 2024 في ولاية أيوا
أقيمت انتخابات مجلس النواب الأمريكي لعام 2024 في ولاية أيوا في 5 نوفمبر 2024، لانتخاب أربعة ممثلين أمريكيين من ولاية أيوا ، وواحد من جميع الدوائر الانتخابية الأربع في الولاية. وتزامنت الانتخابات مع الانتخابات الرئاسية الأمريكية لعام 2024 ، فضلاً عن انتخابات أخرى لمجلس النواب، وانتخابات مجلس الشيوخ الأمريكي ، وانتخابات مختلفة على مستوى الولايات والمحليات . أجريت الانتخابات التمهيدية في 4 يونيو 2024.